# العلاقات الباربادوسية اللبنانية
العلاقات الباربادوسية اللبنانية هي العلاقات الثنائية التي تجمع بين باربادوس ولبنان.

## مقارنة بين البلدين
هذه مقارنة عامة ومرجعية للدولتين:
| وجه المقارنة                                              | باربادوس       | لبنان                                                                |
| --------------------------------------------------------- | -------------- | -------------------------------------------------------------------- |
| المساحة (كم2)                                             | 439            | 10.45 ألف                                                            |
| عدد السكان (نسمة)                                         | 285.72 ألف     | 6.10 مليون                                                           |
| الكثافة السكانية (ن./كم²)                                 | 65.08 ألف      | 583.73                                                               |
| العاصمة                                                   | بريدج تاون     | بيروت                                                                |
| اللغة الرسمية                                             | لغة إنجليزية   | اللغة العربية، لغة فرنسية                                            |
| العملة                                                    | دولار بربادوسي | ليرة لبنانية                                                         |
| الناتج المحلي الإجمالي (بليون دولار)                      | 4.80 مليار     | 51.84 مليار                                                          |
| الناتج المحلي الإجمالي (تعادل القوة الشرائية) بليون دولار | 4.66 مليار     | 81.54 مليار                                                          |
| الناتج المحلي الإجمالي الاسمي للفرد دولار أمريكي          | 15.43 ألف      | 8.05 ألف                                                             |
| الناتج المحلي الإجمالي للفرد دولار أمريكي                 | 16.06 ألف      | 17.46 ألف                                                            |
| مؤشر التنمية البشرية                                      | 0.795          | 0.769                                                                |
| رمز المكالمات الدولي                                      | +1246          | +961                                                                 |
| رمز الإنترنت                                              | .bb            | .lb                                                                  |
| المنطقة الزمنية                                           | 00             | ت ع م+02:00، ت ع م+03:00، توقيت شرق أوروبا، توقيت شرق أوروبا الصيفي ‏ |

## منظمات دولية مشتركة
يشترك البلدان في عضوية مجموعة من المنظمات الدولية، منها:
| علم المنظمة | اسم المنظمة                               | تاريخ انضمام باربادوس | تاريخ انضمام لبنان |
| ----------- | ----------------------------------------- | --------------------- | ------------------ |
|             | مؤسسة التنمية الدولية                     | 29 سبتمبر 1999        | 10 أبريل 1962      |
|             | يونسكو                                    | 24 أكتوبر 1968        | 4 نوفمبر 1946      |
|             | وكالة ضمان الاستثمار متعدد الأطراف        | 12 أبريل 1988         | 19 أكتوبر 1994     |
|             | الأمم المتحدة                             | 9 ديسمبر 1966         | 24 أكتوبر 1945     |
|             | الاتحاد البريدي العالمي                   | ?                     | ?                  |
|             | البنك الدولي للإنشاء والتعمير             | 12 سبتمبر 1974        | 14 أبريل 1947      |
|             | الاتحاد الدولي للاتصالات                  | 16 أغسطس 1967         | 12 يناير 1924      |
|             | منظمة حظر الأسلحة الكيميائية              | ?                     | ?                  |
|             | مؤسسة التمويل الدولية                     | 25 يونيو 1980         | 28 ديسمبر 1956     |
|             | المركز الدولي لتسوية المنازعات الاستشارية | 1 ديسمبر 1983         | 25 أبريل 2003      |
|             | منظمة الشرطة الجنائية الدولية             | ?                     | ?                  |

## وصلات خارجية
- موقع وزارة الخارجية الباربادوسية